# Camptotypus borneensis
Camptotypus borneensis là một loài tò vò trong họ Ichneumonidae.